# Байторисайський сільський округ
Байториса́йський сільський округ (каз. Байторысай ауылдық округі, рос. Байторысайский сельский округ) — адміністративна одиниця у складі Мартуцького району Актюбінської області Казахстану. Адміністративний центр — село Байторисай.
Населення — 992 особи (2021; 1487 у 2009, 1911 у 1999, 2282 у 1989).
Станом на 1989 рік існували Байтурасайська сільська рада (села Байтурасай, Дмитрієвка) та Покровська сільська рада (села Покровка, Полтавка). 1997 року до складу Байторисайського сільського округу була приєднана територія ліквідовано Покровського сільського округу.

## Склад
До складу округу входять такі населені пункти:
| Населений пункт  | Колишні назви | Населення, осіб (1989) | Населення, осіб (1999) | Населення, осіб (2009) | Населення, осіб (2009) |
| ---------------- | ------------- | ---------------------- | ---------------------- | ---------------------- | ---------------------- |
| Байторисай, село | Байтурасай    | 655                    | 542                    | 471                    | 370                    |
| Дмитрієвка, село | -             | 518                    | 372                    | 269                    | 165                    |
| Покровка, село   | -             | 540                    | 451                    | 269                    | 138                    |
| Полтавка, село   | -             | 569                    | 546                    | 478                    | 319                    |